# 세사르주

세사르 주

세사르주(스페인어: Departamento del Cesar)는 콜롬비아 북부에 위치한 주로 주도는 바예두파르이며 면적은 22,905km2, 인구는 1,004,064명(2013년 기준), 인구 밀도는 44명/km2이다. 1967년 12월에 신설되었으며 25개 지방 자치체를 관할한다. 북쪽으로는 라과히라 주, 서쪽으로는 마그달레나 주와 볼리바르 주, 남쪽으로는 산탄데르 주, 노르테데산탄데르 주와 접하며 동쪽으로는 베네수엘라와 국경을 접한다.

주기